# Moggridgea rupicoloides
Espèce
Moggridgea rupicoloides est une espèce d'araignées mygalomorphes de la famille des Migidae.

## Distribution
Cette espèce est endémique du Cap-Oriental en Afrique du Sud,.

## Description
Les femelles mesurent de 8,80 à 11,87 mm.

## Publication originale
- Hewitt, 1914 : Descriptions of new Arachnida from South Africa. Records of the Albany Museum, vol. 3, p. 1-37.